# West Cornforth
West Cornforth – wieś w Anglii, w hrabstwie Durham. Leży 10 km na południowy wschód od miasta Durham i 367 km na północ od Londynu.